# Exaculum pusillum
Exaculum pusillum é uma espécie de planta com flor pertencente à família Gentianaceae. 
A autoridade científica da espécie é (Lam.) Caruel, tendo sido publicada em Flora italiana, ossia descrizione delle piante 6: ?. 1886.

## Portugal
Trata-se de uma espécie presente no território português, nomeadamente em Portugal Continental.
Em termos de naturalidade é nativa da região atrás indicada.

## Protecção
Não se encontra protegida por legislação portuguesa ou da Comunidade Europeia.